# Pentaria ohkurai
Pentaria ohkurai es una especie de coleóptero de la familia Scraptiidae.

## Distribución geográfica
Habita en Japón.